# Парцикян, Эдуард Хачикович
Эдуард Хачикович Парцикян (арм. Էդուարդ Խաչիկի Պարցիկյան; 5 июля 1976, Сочи, СССР) — армянский и российский футболист.
Дебютировал в Первенстве России среди любительских футбольных клубов в 1995, играя за Жемчужину-Сочи.
В высшем дивизионе чемпионата России сыграл 11 матчей за «Жемчужину» в 1999 году. В 2003 и 2006 годах выступал за «Пюник» Ереван в чемпионате Армении.
Провёл три матча за сборную Армении в 2003 году.